# Hypocala filicornis
Hypocala filicornis là một loài bướm đêm trong họ Noctuidae.